# Mantella (zoologia)
Mantella Boulenger, 1882 è un genere di rane della famiglia Mantellidae, endemico del Madagascar.

## Tassonomia
Comprende le seguenti specie:
- Mantella aurantiaca Mocquard, 1900
- Mantella baroni Boulenger, 1888
- Mantella bernhardi Vences, Glaw, Peyrieras, Böhme & Busse, 1994
- Mantella betsileo Grandidier, 1872
- Mantella cowanii Boulenger, 1882
- Mantella crocea Pintak & Böhme, 1990
- Mantella ebenaui Boettger, 1880
- Mantella expectata Busse & Böhme, 1992
- Mantella haraldmeieri Busse, 1981
- Mantella laevigata Methuen & Hewitt, 1913
- Mantella madagascariensis Grandidier, 1872
- Mantella manery Vences, Glaw & Böhme, 1999
- Mantella milotympanum Staniszewski, 1996
- Mantella nigricans Guibé, 1978
- Mantella pulchra Parker, 1925
- Mantella viridis Pintak & Böhme, 1988

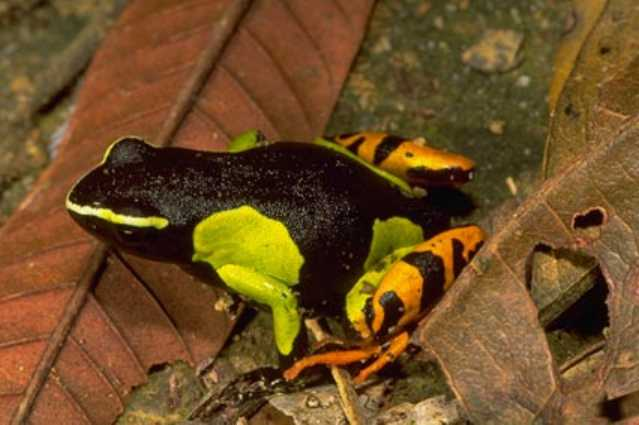
Mantella baroni
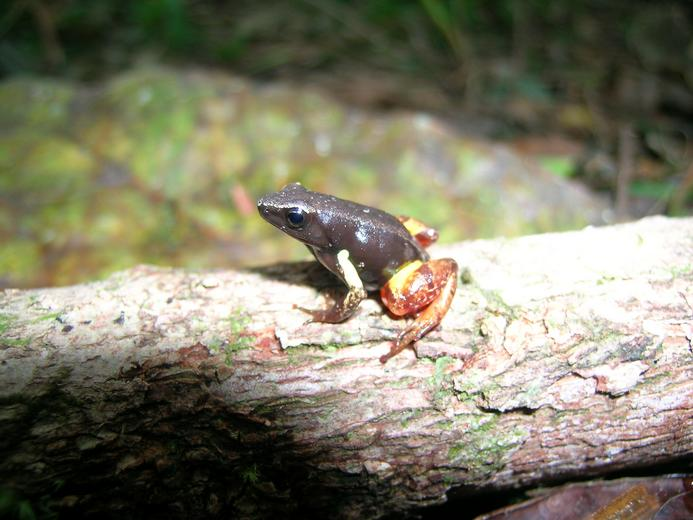
Mantella bernhardi
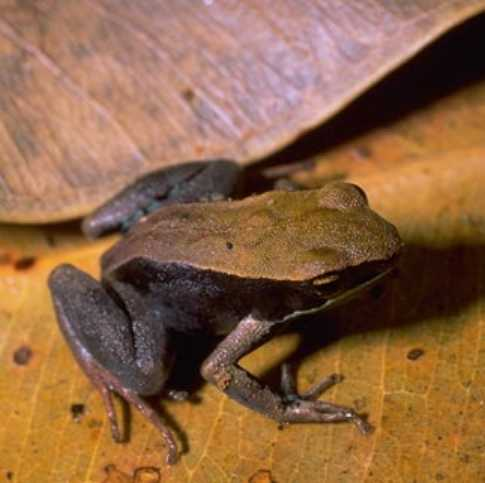
Mantella betsileo
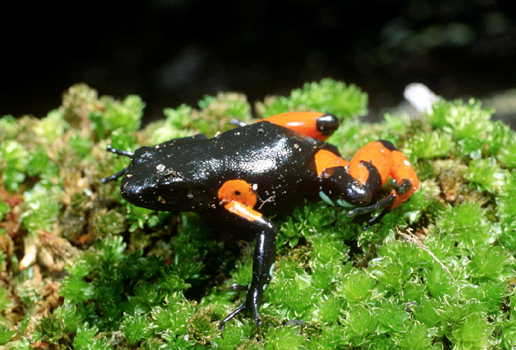
Mantella cowanii
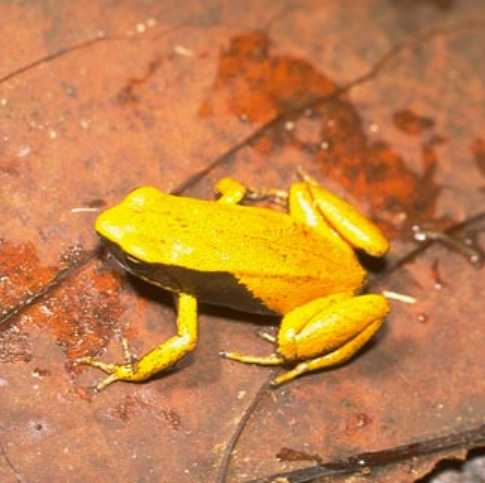
Mantella crocea
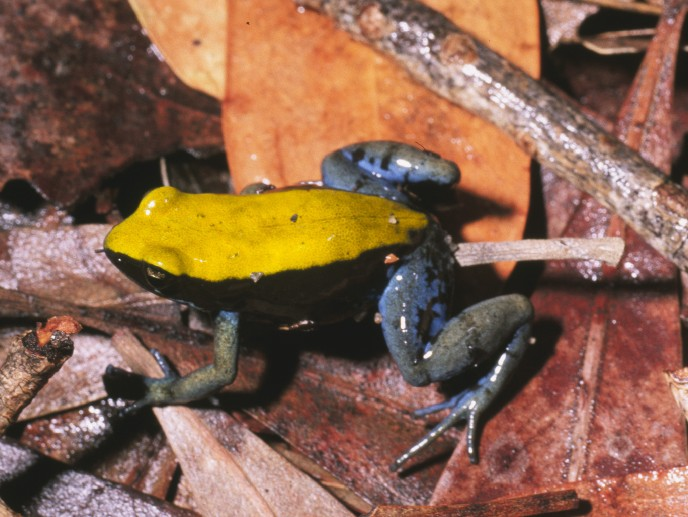
Mantella expectata
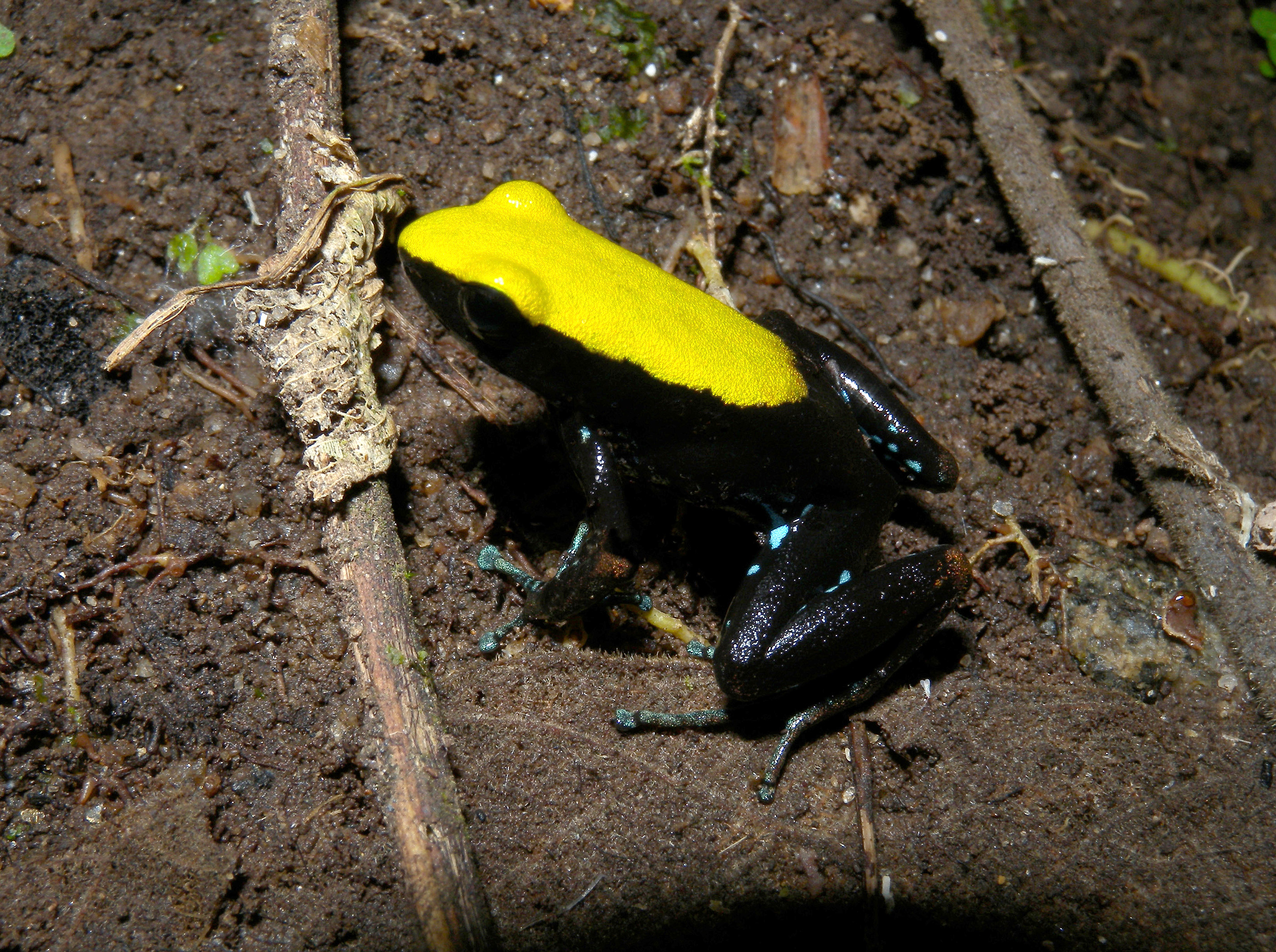
Mantella laevigata
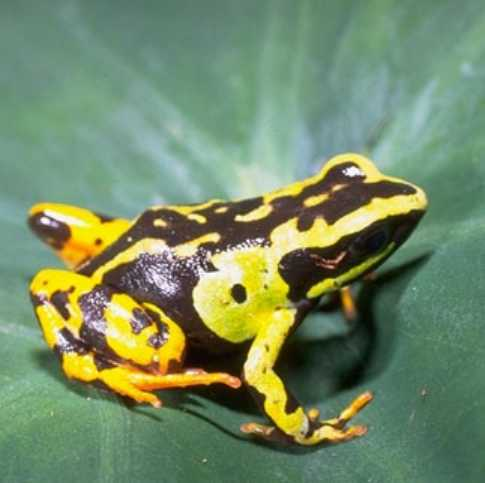
Mantella madagascariensis
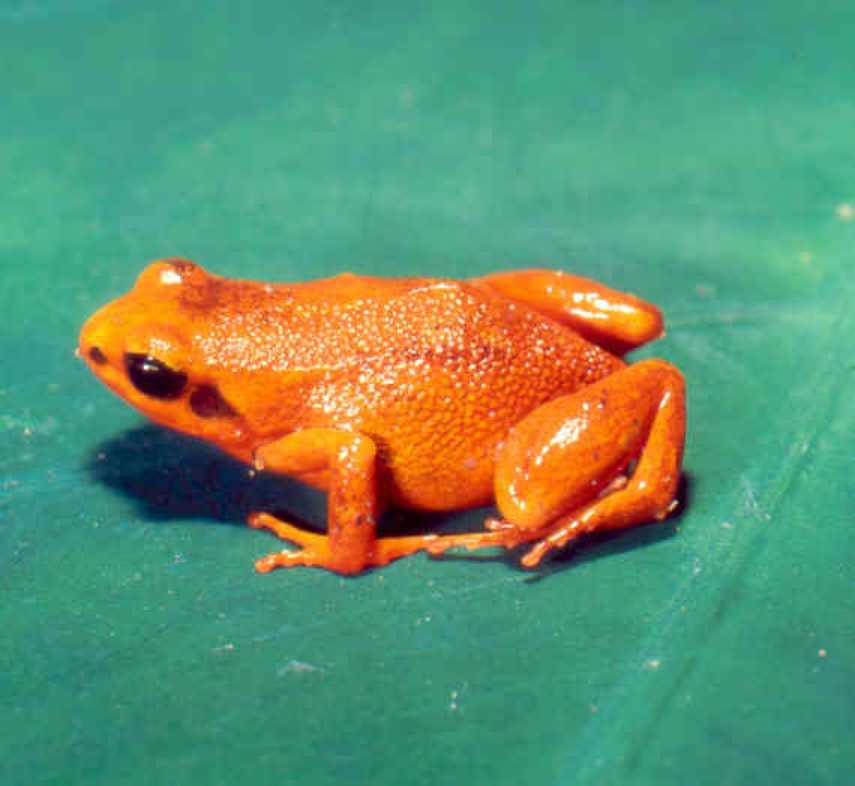
Mantella milotympanum
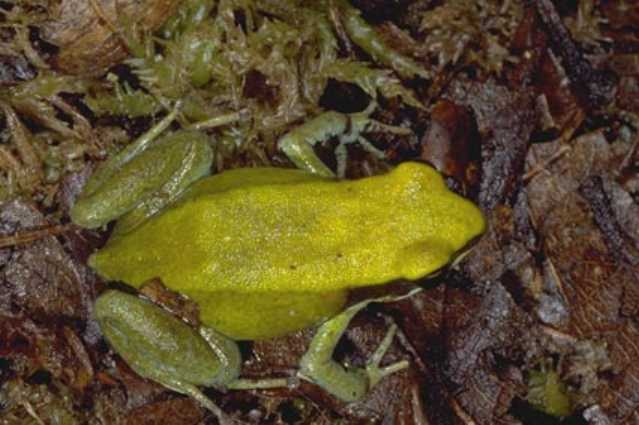
Mantella viridis